# قتل شبه‌عمد (فیلم ۲۰۱۲)
«قتل شبه عمد» (هلندی: Doodslag) یک فیلم است که در سال ۲۰۱۲ منتشر شد.